# Maomé Aiube Cã (general)
Maomé Aiube Cã (em pastó: محمد ايوب خان; romaniz.: Muhammad Ayub Khan; 14 de maio de 1907 próximo a Haripur – Islamabade, 19 de abril de 1974) foi presidente do Paquistão no período de 27 de outubro de 1958 a 25 de março de 1969.